# Sōta Hirayama
Sōta Hirayama (jap. 平山相太 Hirayama Sōta; ur. 6 czerwca 1985 w Fukuoka) – japoński piłkarz.

## Kariera klubowa
Od 2005 do 2006 roku występował w klubie Heracles Almelo. Od 2006 roku gra w zespole FC Tokyo.

## Kariera reprezentacyjna
Karierę reprezentacyjną rozpoczął w 2010 roku. W sumie w reprezentacji wystąpił w 4 spotkaniach. Został powołany na Igrzyskach Olimpijskich 2004.